# ريطة بنت الحارث
الصحابية ريطة بنت الحارث، وقيل رابطة، وقيل  رائطة، من مهاجرة الحبشة.

## أسرتها
- أمّها زينب بنت عبد الله بن ساعدة بن مَشْنُوء بن عبد بن حَبْتَر مِنْ خُزاعة.[4]
- أختها صبيحة بنت الحارث.[2]
- تزوجت الحارث بن خالد بن صخر بن عامر بن سعد بن تيم بن مرة[1] ،أنجبت له :

1. موسى
2. عائشة
3. زينب
4. فاطمة

## إسلامها
أسلمت بمكّة قديمًا بمكّة وبايعت، وهاجرت إلى أرض الحبشة في الهجرة الثانية مع زوجها الحارث بن خالد بن صخر، وولدت له هناك موسى وعائشة، وزينب، وفاطمة، ثم خرجوا من أرض الحبشة إلى المدينة؛ فلما ورَدُوا ماءً من مياهِ الطّريق شربوا منه فلم يَروحوا عنه حتى تُوفِّيت رَيطَة وبنوها كلهم إلا فاطمة بنت الحارث.